# Orchard Mesa, Colorado
Orchard Mesa är en ort (CDP) i Mesa County, i delstaten Colorado, USA. Enligt United States Census Bureau har orten en folkmängd på 6 836 invånare (2010) och en landarea på 10,1 km².